# سرخس انگوری صاف‌لبه
سرخس انگوری صاف‌لبه (نام علمی: Botrychium oneidense) نام یک گونه از سرده سرخس انگوری است.